# 学校法人智辯学園
学校法人智辯学園（がっこうほうじんちべんがくえん）は、辯天宗宗祖・大森智辯尊女によって創設された近畿地方で3つの学校を経営する学校法人。理事長は藤田清司。

## 概要
仏教系新宗教の宗教法人辯天宗が、総本山宇賀山妙音院如意寺の所在する奈良県五條市に1965年（昭和40年）、智辯学園高等学校を開校。1967年（昭和42年）には智辯学園中学校を開校し、中高一貫体制を整える。
やがて智辯学園高等学校が甲子園に出場する学校として認知されるようになり、1978年（昭和53年）には、和歌山県からの要請により智辯学園和歌山中学校・高等学校を設立。甲子園にも出場する県内有数の強豪校となる。
2002年（平成14年）には智辯学園和歌山小学校を併設し、小中高一貫教育を開始する。
2004年（平成16年）、奈良県内での小中高一貫教育による難関大学への進学を目指す学校として、智辯学園奈良カレッジを創立。

## 設置学校
- 智辯学園中学校・高等学校（奈良県五條市）
- 智辯学園和歌山小学校・中学校・高等学校（和歌山県和歌山市）
- 智辯学園奈良カレッジ小学部・中学部・高等部（奈良県香芝市）

## 修学旅行
1975年から毎年春に韓国を傘下の学校の生徒の修学旅行先にしている。第二代理事長（兼・智辯学園中学・高等学校長）藤田照清の「飛鳥文化・奈良の文化の伝来元は韓国である」として生徒に見てほしいという願望と生徒たちに日本統治の贖罪意識を覚えてほしいとの目的で行われていると韓国にて報道されている。
「日本が韓国を支配した35年を贖罪する」という信念に基づいて照清の死後も息子に意思が引き継がれて行われている。海外修学旅行自体が珍しかった1970年代に韓国旅行は日本では買春観光というイメージが強く、女学生のいる保護者の反対が強かったり、朴正煕暗殺事件、粛軍クーデター、北朝鮮核問題、新型肺炎(SARS)拡散など幾多の困難を迎えたが、照清理事長は「韓国でなければ修学旅行自体を取りやめる」などとして粘り強く説得を行い保護者の理解を求めた。藤田は2009年12月に死去するが、「日韓両国の青少年が正しい歴史観を持って東アジアの人材として成長していくことを願っている」という韓国修学旅行への藤田の遺志は校長となった3人の息子に受け継がれ、継続されている。この遺志は3人の校長のみならず教職員も含め一定程度共有されているようで「現代ビジネス」の取材に副校長は、これまでの韓国修学旅行における現地生徒との生徒同士の国際交流や肌で感じられる教育的意義があると答えている。
2015年現在で韓国を訪問した修学旅行生は延べ2万1000名を数え、2016年で42年間継続されている。また学園側も韓国への修学旅行は学園の伝統であるとして、マスコミに広報されるようになった。韓国大統領より勲章が授与されたり、韓国観光公社による歓迎式典が開催されるなど韓国では高く評価されている。
1975年から学園系列校の生徒延べ約2万1000人を韓国に送っている。2017年春に予定されていた韓国修学旅行は、ミサイル発射を巡る北朝鮮情勢の緊迫化が発生し、外務省が朝鮮半島情勢の最新情報に注意を払うよう呼びかける海外安全情報を出したこともあり、安全性の不安が募り延期され、情勢次第では行き先の変更も有り得るとしていたが、その後、北朝鮮情勢が多少安定したとみて学園は7月の韓国修学旅行実施を検討し、「本学園にとりましては一つの伝統ともいえる韓国修学旅行でありますので可能な限り実現の方向で検討して参った次第です」とし保護者への安全性の説明会も行われたが、朝鮮半島有事の可能性を危惧する保護者の不安を払拭するに至らず、「生徒の安全を100％保証できるのか」と反論もあり、議論で学園側が安全対策を強調すればするほど保護者の不安を増幅させる結果になったようで、韓国修学旅行は同意書の集まり具合が1割程度に減って4月に延期を決めたときよりも悪かったことなどから変更され、2017年の修学旅行は北海道になった。「現代ビジネス」の取材に智弁学園高校の教頭は「4月に延期を決めてから国際情勢が好転することを期待していましたが、好転する兆しがなかなか見えないため、保護者にはそのようにお知らせしました」と述べた。また、代替措置として希望者のみ生徒50人程度を韓国に送る「海外研修プログラム」を検討しているという。
2017年には希望者のみ韓国に送るとし、13人が参加した。2018年には学校法人「智弁学園」が運営する智弁学園和歌山高、智弁学園奈良カレッジ高等部の3校から43人が韓国を希望した。